# H-простір
У математиці, H-простором, або топологічною одиничною магмою називається топологічний простір на якому задане неперервне множення із одиничним елементом. В різних розділах топології можуть використовуватися різні означення H-простору, зокрема в означенні одиничного елемента рівність може бути лише з точністю до гомотопій.

## Означення
Топологічний простір X називається H-простором якщо на ньому задано неперервне відображення μ : X × X → X і одиничний елемент e для якого μ(e, x) = μ(x, e) = x для всіх x із X. При розгляді просторів із виділеною точкою одиничний елемент вважається виділеною точкою простору X. Кожна топологічна група є H-простором. Натомість у H-просторах множення може не бути асоціативним і не для всіх елементів можуть існувати обернені.
У теорії гомотопій переважно вимагається лише щоб відображення μ(e, x) і μ(x, e) були гомотопними одиничному відображенню (у цьому випадку e називається гомотопною одиницею). Якщо розглядаєть простори із виділеними точками, то вимагається гомотопію стосовно виділеної точки.
Усі означення вище є еквівалентними, наприклад, для CW комплексів.
У теорії гомотопій асоціативність і обернені елементи розглядаються теж, як правило, із точністю до гомотопії. Тобто H-простір називається асоціативним, якщо відображення {\displaystyle \mu (\mu \times 1)} і {\displaystyle \mu (1\times \mu )} є гомотопними, а відображення {\displaystyle i:X\to X} називається відображенням обернених елементів, якщо {\displaystyle \mu (1\times i)\Delta _{X}} і {\displaystyle \mu (i\times 1)\Delta _{X}} є гомотопними відображеннями.
При таких означеннях H-простір може бути асоціативним і мати усі обернені елементи але не бути топологічною групою. Асоціативні H-простори із оберненими елементами є важливими у теорії гомотопій.
Пов'язаним є означення H'-простору. Топологічний простір X називається H'-простором якщо існує неперервне відображення {\displaystyle m:X\to X\vee X} для якого відображення p1 m і p2 m є гомотопними одиничному. Тут p1 і p2 є обмеженнями проєкцій із X × X на букет просторів {\displaystyle X\vee X,} що розглядається як підпростір добутку. Цей простір додатково називається асоціативним, якщо {\displaystyle (m\times 1)m} і {\displaystyle (1\times m)m} є гомотопними. Відображення {\displaystyle i:X\to X} називається відображенням обернених елементів, якщо {\displaystyle \nabla (1\times i)m} і {\displaystyle \nabla (i\times 1)m} є гомотопними. Тут також використано позначення відображення {\displaystyle \nabla :X\vee X\to X,} яке задається так: кожна точка простору {\displaystyle X\vee X} належить якійсь із двох копій простору X (виділена точка належить відразу обом із подальшою ідентифікацією). Образом такої точки при дії {\displaystyle \nabla } є відповідна точка простору X.

## Приклади
- Кожна топологічна група є H-простором.
- Теорема Адамса стверджує, що S0, S1, S3 і S7 є єдиними сферами, що також є H-просторами. У кожному з цих випадків структуру H-простору можна задати розглядаючи відповідний простір як підмножину з нормою 1 множини дійсних, комплексних чисел, кватерніонів або октоніонів і взявши за операцію множення відповідні операції у цих алгебрах. Простори S0, S1, і S3 при цьому є групами Лі. Натомість S7 із цим множенням не є групою оскільки множення октоніонів не є асоціативним. На просторі S7 не можна задати неперервне множення для якого цей простір був би групою.
- Смеш-добуток {\displaystyle X\wedge Y} є асоціативним H'-простором з оберненими елементами, якщо такі властивості задовольняє хоча б один із просторів X або Y.
- Якщо X є гаусдорфовим простором, а Y — топологічним простором і додатково або X є асоціативним H'-простором з оберненими елементами або X є асоціативним H-простором з оберненими елементами, то простір неперервних відображень із X у Y із компактно-відкритою топологією є асоціативним H-простором з оберненими елементами.
- Оскільки S1 є асоціативним H-простором і H'-простором з оберненими елементами, то з попередніх властивостей випливає, що редукована надбудова {\displaystyle \Sigma X=S^{1}\wedge X} для будь-якого простору є асоціативним H'-простором з оберненими елементами, а простір петель {\displaystyle \Omega X} є для будь-якого простору є асоціативним H-простором з оберненими елементами.

## Властивості
- Мультиплікативна структура H-простору додає структуру його гомологічним і когомологічним групам. Наприклад, когомологічне кільце H-простору із скінченнопородженими і вільними гомологічними групами є алгеброю Гопфа. Також на гомологічних групах H-просторів можна ввести добуток Понтрягіна.

- Фундаментальна група H-просторів є комутативною. Справді, нехай X є H-простором з одиницею e і f з g є петлями відносно точки e. Також можна розглянути відображення F: [0,1]×[0,1] → X задане як F(a,b) = f(a)g(b). Тоді F(a,0) = F(a,1) = f(a)e є гомотопною f, і F(0,b) = F(1,b) = eg(b) є гомотопною g. Звідси можна одержати гомотопію між [f][g] і [g][f].

### У теорії гомотопій
- Якщо X є топологічним простором, а Y — H-простором, обидва із виділеними точками то на множині класів гомотопії [X, Y] неперервних відображень із збереженням виділених точок із X у Y можна ввести натуральну операцію множення. А саме, якщо f і g є двома такими відображеннями і [f] і [g] — їх класи гомотопій, то можна задати множення як {\displaystyle [f]\cdot [g]=[\mu (f\times g)\Delta _{X}].} Це означення є коректним (не залежить від представників класів гомотопій) і клас гомотопії тотожного відображення, що переводить X у виділену точку простору Y (цей клас гомотопії є виділеною точкою у [X, Y]) є двостороннім нейтральним елементом для цього множення. Натуральність тут означає, що якщо X' є ще одним топологічним простором із збереженням виділених точок і f: X' → X — неперервне відображення із збереженням виділених точок, то відображення [X, Y] → [X', Y] для якого [g] → [g ∘ f] є гомоморфізмом.
- Навпаки, якщо для топологічного простору із виділеною точкою Y для всіх просторів X можна ввести операцію множення, що буде натуральною, як і вище і для якої клас гомотопії тотожного відображення, що переводить X у виділену точку простору Y завжди буде двосторонньою одиницею, то Y є H-простором. Клас гомотопії множення [μ] = [p1].[p2] як елемент [Y × Y, Y], де множники є класами гомотопії проєкцій на перший і другий множник у Y × Y.
- Введений добуток [X, Y] де Y є H-простором буде асоціативним тоді і тільки тоді коли Y буде асоціативним H-простором і [X, Y] буде групою тоді і тільки тоді, коли додатково у Y є відображення обернених елементів.
- Двоїсто, якщо X є H'-простором, а Y — топологічним простором, то на множині класів гомотопії [X, Y] неперервних відображень із збереженням виділених точок із X у Y можна ввести структуру групи за допомогою множення {\displaystyle [f]\cdot [g]=\nabla (f\vee g)m.} Як і вище клас гомотопії тотожного відображення, що переводить X у виділену точку простору Y є двосторонньою одиницею цього відображення і множення є натуральним, тобто будь-яке неперервне відображення f: Y → Y' із збереженням виділених точок породжує гомоморфізм [X, Y] → [X, Y']. Також якщо для простору X для усіх Y можна ввести множення на [X, Y], що буде натуральним і всі відповідні тотожні відображення будуть двосторонніми нейтральними елементами, то X є H'-простором. Множення буде асоціативним, якщо X є асоціативним H'-простором і всі [X, Y] будуть групами якщо додатково на X є відображення обернених елементів. Для відображення m клас гомотопії [m] = [j1].[j2] як елемент [X , X × X], де множники є класами гомотопії включень X у букет просторів X × X.